# NGC 3491
NGC 3491 ist eine linsenförmige Galaxie vom Hubble-Typ E-S0 im Sternbild Löwe am Nordsternhimmel. Sie ist schätzungsweise 281 Millionen Lichtjahre von der Milchstraße entfernt.
Das Objekt wurde am 11. März 1784 von Wilhelm Herschel entdeckt.